# ماكس ساندرز
ماكس ساندرز (بالإنجليزية: Max Sanders)‏ هو لاعب كرة قدم بريطاني في مركز الوسط، ولد في 4 يناير 1999 في Horsham ‏ في المملكة المتحدة. لعب مع برايتون أند هوف ألبيون.